# 八条院高倉

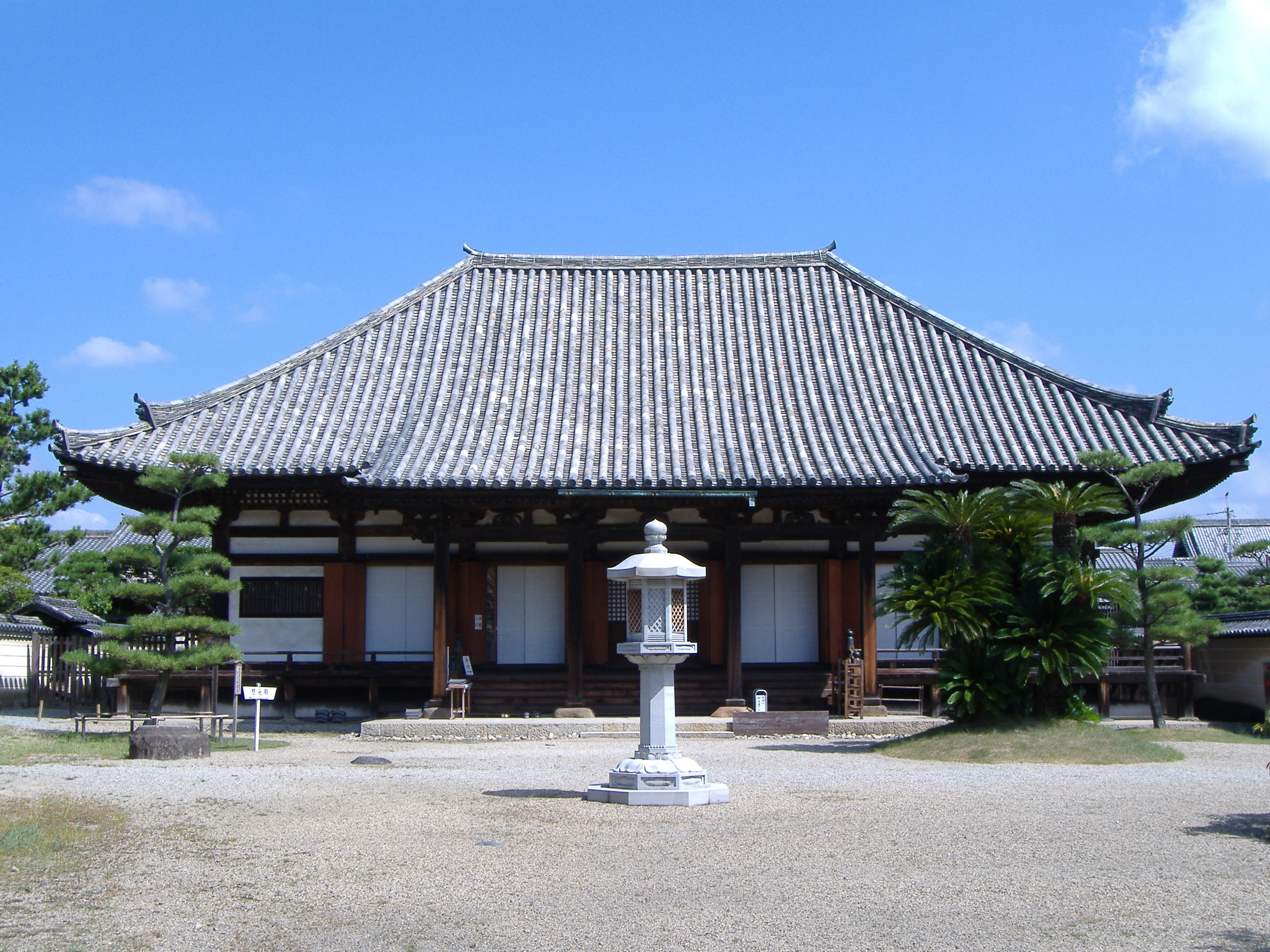
八条院高倉が出家して住した法華寺（1601年（慶長6年）再建の本堂）

八条院高倉（はちじょうのいんのたかくら、生没年不詳：1176年（安元2年）頃 - 1248年（宝治2年）以後 1251年（建長3年）以前）は、鎌倉時代初期の女流歌人。新三十六歌仙及び女房三十六歌仙の一人。藤原南家貞嗣流、藤原通憲（信西）の孫で安居院法印澄憲の娘。

## 経歴
出生については、兄海恵と同じく、二条天皇中宮であった高松院（姝子内親王）に澄憲が密通して生まれたことが近年明らかにされた。1176年（安元2年）の高松院急死は、高倉誕生に伴うものであった可能性がある。藤原俊成に預けられる形で、高松院の姉である八条院（暲子内親王）に出仕、後鳥羽院歌壇で活躍する。『新古今和歌集』以降の勅撰集、歌合等に作品を残している。八条院の死（1211年）に伴い出家、奈良法華寺に入り空如と号した。1237年（嘉禎3年）『覚寛法印勧進七十首』のため詠進した歌に、
とあることから、1237年（嘉禎3年）頃に60歳過ぎとわかる。法華寺で仏舎利を護持しつつ晩年を送り、ここで生涯を終えた。

## 逸話
法華寺の尼となった高倉は、東寺の仏舎利一粒を所持していた。唐招提寺に参籠した折、舎利の真贋を試したいと鉄槌で舎利を打ったところ、五打にして微塵に砕けたがその破片の一つ一つから光明を発する奇瑞を見た。高倉は疑念を抱いたことを悔い、舎利の破片を集めて、以前に増して恭敬供養したという。

## 作品
勅撰集
| 歌集名         | 作者名表記 | 歌数 | 歌集名         | 作者名表記 | 歌数 | 歌集名         | 作者名表記 | 歌数 |
| -------------- | ---------- | ---- | -------------- | ---------- | ---- | -------------- | ---------- | ---- |
| 千載和歌集     |            |      | 新古今和歌集   | 八条院高倉 | 8    | 新勅撰和歌集   | 八条院高倉 | 11   |
| 続後撰和歌集   | 八条院高倉 | 6    | 続古今和歌集   | 八条院高倉 | 1    | 続拾遺和歌集   | 八条院高倉 | 2    |
| 新後撰和歌集   | 八条院高倉 | 1    | 玉葉和歌集     | 八条院高倉 | 2    | 続千載和歌集   | 八条院高倉 | 2    |
| 続後拾遺和歌集 | 八条院高倉 | 1    | 風雅和歌集     |            |      | 新千載和歌集   | 八条院高倉 | 2    |
| 新拾遺和歌集   | 八条院高倉 | 2    | 新後拾遺和歌集 | 八条院高倉 | 1    | 新続古今和歌集 | 八条院高倉 | 1    |

定数歌・歌合
| 名称               | 時期                      | 作者名表記 | 備考                          |
| ------------------ | ------------------------- | ---------- | ----------------------------- |
| 春日社歌合         | 1204年（元久元年）        | 女房高倉   | 七条院大納言と番い勝1負1持1   |
| 内裏百番歌合       | 1216年（建保4年）閏6月9日 | 八条院高倉 | 右大臣九条道家と番い勝3負4持3 |
| 冬題歌合           | 1217年（建保5年）11月4日  | 八条院高倉 | 藤原定家と番い勝2負3持2       |
| 内裏歌合           | 1218年（建保6年）         |            |                               |
| 名所月歌合         | 1232年（貞永元年）8月15夜 | 高倉       | 藤原定家と番い勝1負1持1       |
| 覚寛法印勧進七十首 | 1237年（嘉禎3年）         |            |                               |

私家集
- 家集は伝存しない。